# Мутенка
Мутьонка (рос. Мутенка) — мала річка у Каширському районі Московської області, права притока Оки. Довжина – 17 км.

## Географія
Витік річки Мутенка знаходиться в межах міста Ожерельє і від залізничної станції Ожерельє тече на захід. Гирло розташовано на 932 км правого берегу Оки. Найбільша притока – Завальський струмок.
Річка Мутенка має глибоку врізану долину, по берегах, за окремими винятками, немає лісів. З допомогою гребель утворено два ставки. Річку перетинають чотири великі автомагістралі, розташовані місто Ожерельє, селище Зендиково та село Користово, тому вона не має великого туристичного значення.

## Екологія
На берегах річки є ряд підприємств, які забруднюють навколишню територію, в тому числі саму річку, зокрема філія спиртзаводу в селі Користово, насосна станція ЖКГ, птахофабрика в селі Зендиково та багато інших підприємств. В 2008 році після греблі ставка на річці Мутенка на площі 50 м² спливла загибла риба. Причиною цього стали залпові скиди відходів підприємствами. Проблеми із екологією річки з’являлись і пізніше.